# Petite centrale hydroélectrique
Une petite centrale hydroélectrique ou micro-centrale hydro-électrique est une centrale électrique utilisant l'énergie hydraulique pour produire de l'électricité à petite échelle.
Cette électricité peut être utilisée pour alimenter des sites isolés (une ou deux habitations, un atelier d’artisan, une grange…) en tant que système d'alimentation autonome ou revendue à un réseau public de distribution. Certaines centrales peuvent être construites avec des capacités de stockage d’énergie.
De nombreux propriétaires de moulins sont aussi concernés pour réhabiliter leur moulins.

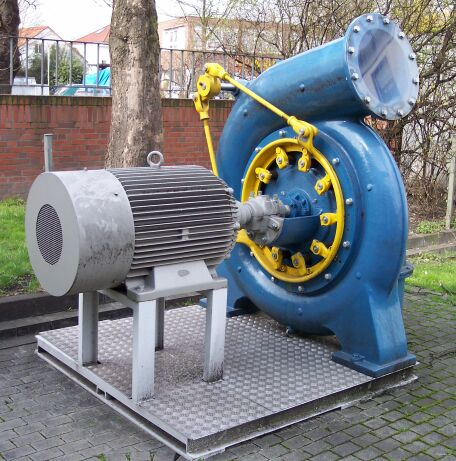
Turbine de type Francis avec sa génératrice

## Principe de fonctionnement
Pour un article plus général, voir Énergie hydroélectrique.
Le principe de fonctionnement d'une petite centrale hydroélectrique consiste à transformer l'énergie potentielle d'une chute d'eau en énergie mécanique grâce à une turbine, puis en énergie électrique au moyen d'une génératrice. La puissance installée de la centrale est fonction du débit d'eau turbiné et de la hauteur de chute.

### Centrale hydraulique à tourbillons

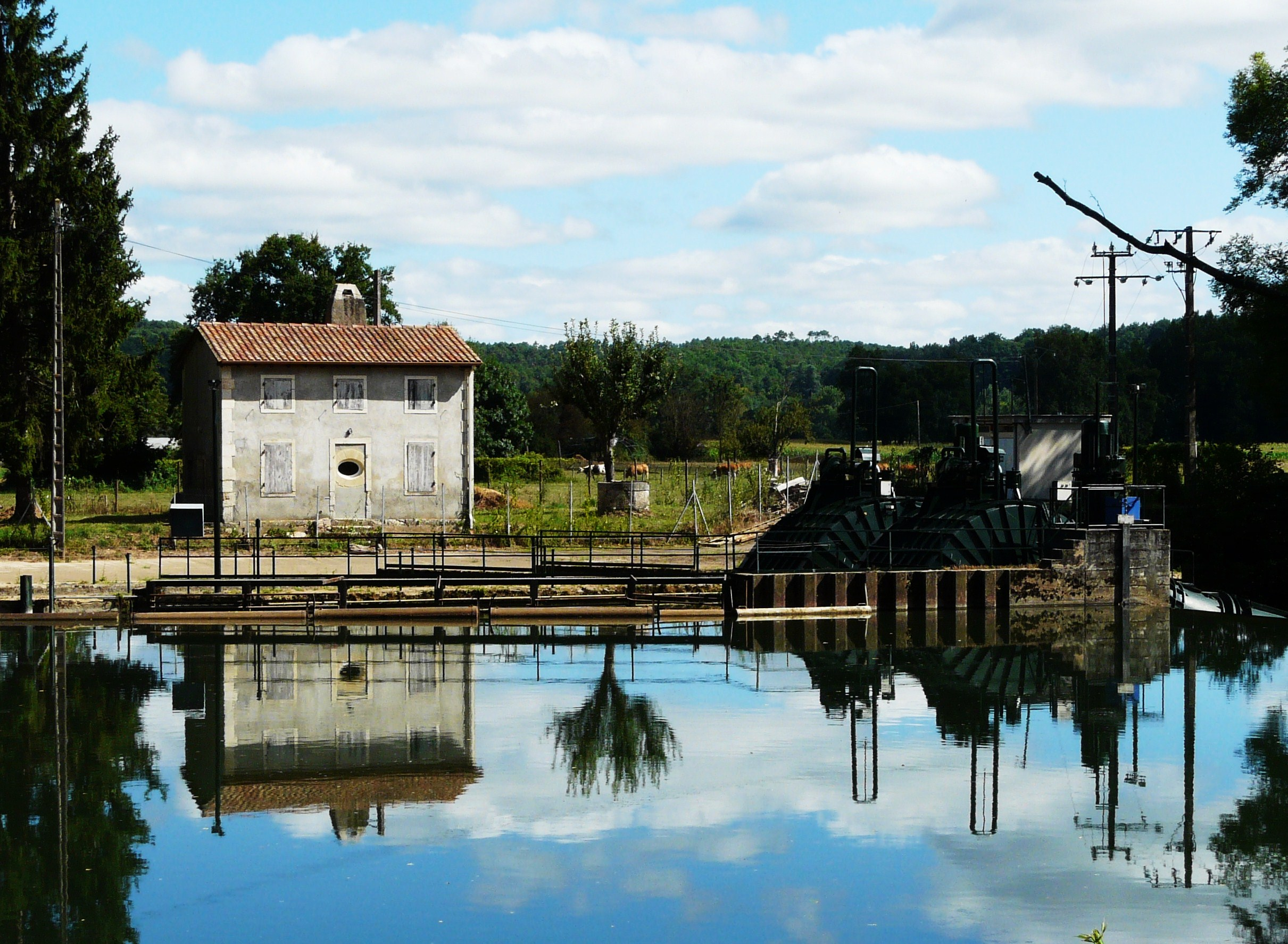
Microcentrale de Coly-Lamelette sur l'Isle à Sourzac.

Ce type de centrale mis au point en Autriche, au potentiel immense et demandant peu de technique, n'a pas besoin d'une grande pente pour fonctionner. Un canal d'amenée d'eau d'une rivière vers un bassin de rotation circulaire d'un certain diamètre avec un rotor à pales placé au centre du bassin permet la production de 80 à 130 MWh par an, selon la quantité d'eau et la profondeur du bassin. Le rotor fonctionne par la force du courant et de la pesanteur, entraînant un générateur qui va produire l’électricité.
Une centrale hydraulique à tourbillons peut fonctionner dès une hauteur de chute de 0,7 mètre et une quantité d’eau moyenne de 1 000 litres par seconde. Cette technologie ne présente pratiquement pas de danger pour les poissons car ces derniers peuvent traverser sans danger la petite centrale hydraulique aussi bien en amont qu’en aval.

Une première centrale hydraulique à tourbillons de Suisse a été inaugurée à Schöftland, dans le canton d'Argovie en Suisse, le 25 septembre 2010. Cette centrale utilise un bassin de 6,5 mètres de diamètre et un rotor de 1,7 tonne tournant à 20 tours par minute et étant donc sans danger pour la faune des rivières. Elle produit 10 à 15 kW en continu, soit 130 000 kWh par an, permettant ainsi d'alimenter en électricité environ 25 foyers,.

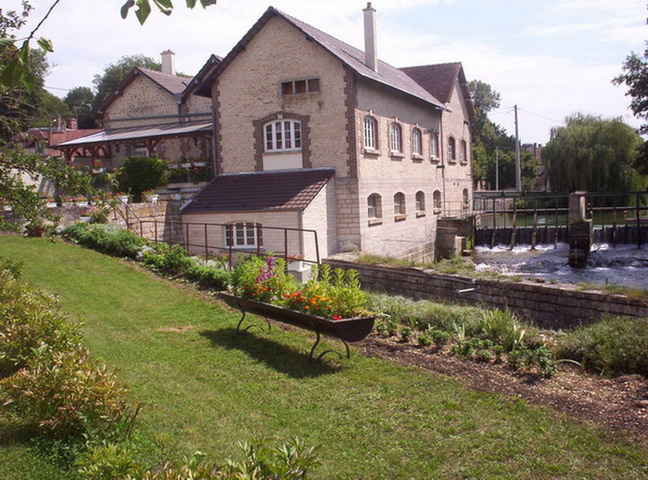
Microcentrale sur la Seine à Chappes (Aube).

Pour un article plus général, voir Hydrolienne.

## Sites d'informations et de références pour l'implantation de petite et micro centrales
Pour les aspects écologiques règlementaires, on peut citer :
- Aida-Ineris : textes concernant l'eau et la continuité écologique ;
- Légifrance : transposition en loi française des normes européenne pour la transition énergétique et le développement des énergies renouvelables.

Certaines ressources Web géographique et hydrauliques permettent d'établir la typologie des centrales : 
- Géoportail : accéder à l'information géographique de référence : cartes, photographies aériennes, bases de données géographiques ;
- vigicrues.gouv.fr : carte de vigilance des crues (prévision des inondations) ;
- hydro.eaufrance.fr : fournit à tout moment les valeurs d'écoulement les plus exactes possibles compte tenu des informations que les gestionnaires des stations lui communiquent.

Plusieurs propriétaires de moulins et riverains en faveur de l’hydroélectricité se sont regroupés pour diffuser l'information nécessaire à l'implantation de petites et microcentrales en France. On peut citer :
- Fédération des moulins de France : actualités et événementiel autour des moulins[4] ;
- Force Hydro Centre : coopérative d’intérêt collectif dans la région Centre. Elle regroupe près de 130 coopérateurs qui militent pour une action écologique et citoyenne en promouvant l'implantation de microcentrales sur des moulins existants[5] ;
- Hydrauxois : site d'information des projets en cours d'équipement et veille juridique. L'association Hydrauxois est composée de bénévoles et défend des patrimoines menacés en Auxois-Morvan et Bourgogne[6].

## Puissance
De la plus puissante à la moins puissante, on distingue :
- la petite centrale hydraulique, puissance allant de 2 à 10 MW ;
- la mini-centrale de 500 à 2 000 kW ;
- la microcentrale de 20 à 500 kW ;
- la picocentrale, moins de 20 kW.

## Développement en France
Au 30 septembre 2019, le parc hydroélectrique raccordé en France métropolitaine totalise environ 25,5 GW de puissance installée pour une production sur 2019 de 49,3 TWh, soit environ 10 % de la consommation électrique nationale. La petite hydroélectricité, dont la puissance installée des sites est pour la grande majorité inférieure à 45,5 MW, représente 10 % de la production totale du parc hydroélectrique français.
En 2021, dans les départements de Haute-Savoie, Savoie, Alpes-Maritimes et Hautes-Alpes, sur les 323 barrages hydroélectriques comptabilisés, 116 ont été bâtis entre 1950 et 2000 et 124 entre 2000 et 2020. Les nouvelles centrales sont généralement de puissance inférieure à 10 MW, construites par des investisseurs privés et d'altitude supérieure à 500 m (souvent 1 000 m). De même, au début de 2024, dans les Alpes, on peut recenser 347 petits barrages en activité, dont au moins 167 ont été créés ou rénovés durant les vingt dernières années.
Une telle croissance suscite un débat, vis-à-vis des impacts écologiques surtout. Le changement climatique est également une menace pour la rentabilité. En 2022, RTE constate que « la production hydraulique a atteint son plus bas niveau depuis 1976, en raison des conditions climatiques exceptionnellement chaudes et sèches », et les Alpes sont particulièrement touchées par ce phénomène. Pour 75 % des installations, la Commission de régulation de l'énergie constate que la production moyenne oscille entre 2 000 et 4 300 heures de fonctionnement annuel, et que la rentabilité peut être significativement affectée par ce paramètre.